# تفعيل

## في الكيمياء
يُشير «التنشيط» في الكيمياء إلى انتقال جزيء إلى حالة كيميائية أو فيزيائية تكاد تكون متطابقة، لكن بها سمة مميّزة وهي أنّ تلك الحالة الناتجة قد ازداد ميلها لأن تخوض تفاعل كيميائي معيّن. ولذا فالتنشيط هو المفهوم المضاد للحماية، فالحماية تُقلّل من ميل الحالة الناتجة لأن تخوض تفاعل معيّن.
طاقة التنشيط تُحدّد كمية طاقة جيبس الحرة التي يتوجّب على الكاشفات اقتناءها (بالإضافة إلى الطاقة السكونية المرتبطة بالكتلة السكونية) لأجل أن تبدأ في التحوّل إلى نواتج، أي الطاقة المستطلبة للوصول إلى الحالة الانتقالية للتفاعل. وقد تكون الطاقة المطلوبة للتنشيط صغيرةً نسبيًّا، وكثيرًة ما توفّرها تقلبات حرارية عشوائية بداخل الجزيئات ذاتها (أي بدون مصادر خارجية للطاقة).
ويُسمّى فرع الكيمياء الذي يتعامل مع هذا الموضوع « الحركية الكيميائية ».

## الفيزياء
وبشكل مماثل، فالتنشيط بالنيوترون في الفيزياء أسلوب تحليلي يُستخدم لتحليل عناصر كيميائية - وفي الغالب تكون فلزات.

## الفيزيولوجيا الكهربية
يُشير «التنشيط» في الفيزيولوجيا الكهربية إلى فتح قنوات شاردية، أي التغيير التشكيلي الذي يسمح بمرور الشوارد.

## في العلوم الأخرى بمعنى غير المذكور أعلاه
- تنشيط الدم
- تنشيط المنتج